# Угледна жена
Угледна жена (итал. Donna d'onore) је италијански порнографски филм. Филм је режирао Ромео Висконти (итал. Romeo Visconti) 2002. године, а у Србији га је први пут издало новосадско предузеће Hexor 2007. године у тиражу од 3000 комада. Интерна ознака српског издавача је DA28, а каталошки број COBISS.SR-ID 227625991.

## Опис са омота
Лепша него икада, под божанском редитељском палицом Ромеа Висконтија, наша Алесандра ће се увући у једну компанију на Вол Стриту [Wall Street] и успети у превари од милион долара. Страст, секс, корупција и опаке и привлачне девојке…

## Улоге
| Глумац             | Улога        |
| ------------------ | ------------ |
| Silvia Lancome     |              |
| Alessandra Schiavo | угледна жена |
| Petra Olmi         |              |
| Stefania Guerra    |              |
| Melissa Tiger      |              |
| Andrea Nobili      | сенатор      |